# Вергале

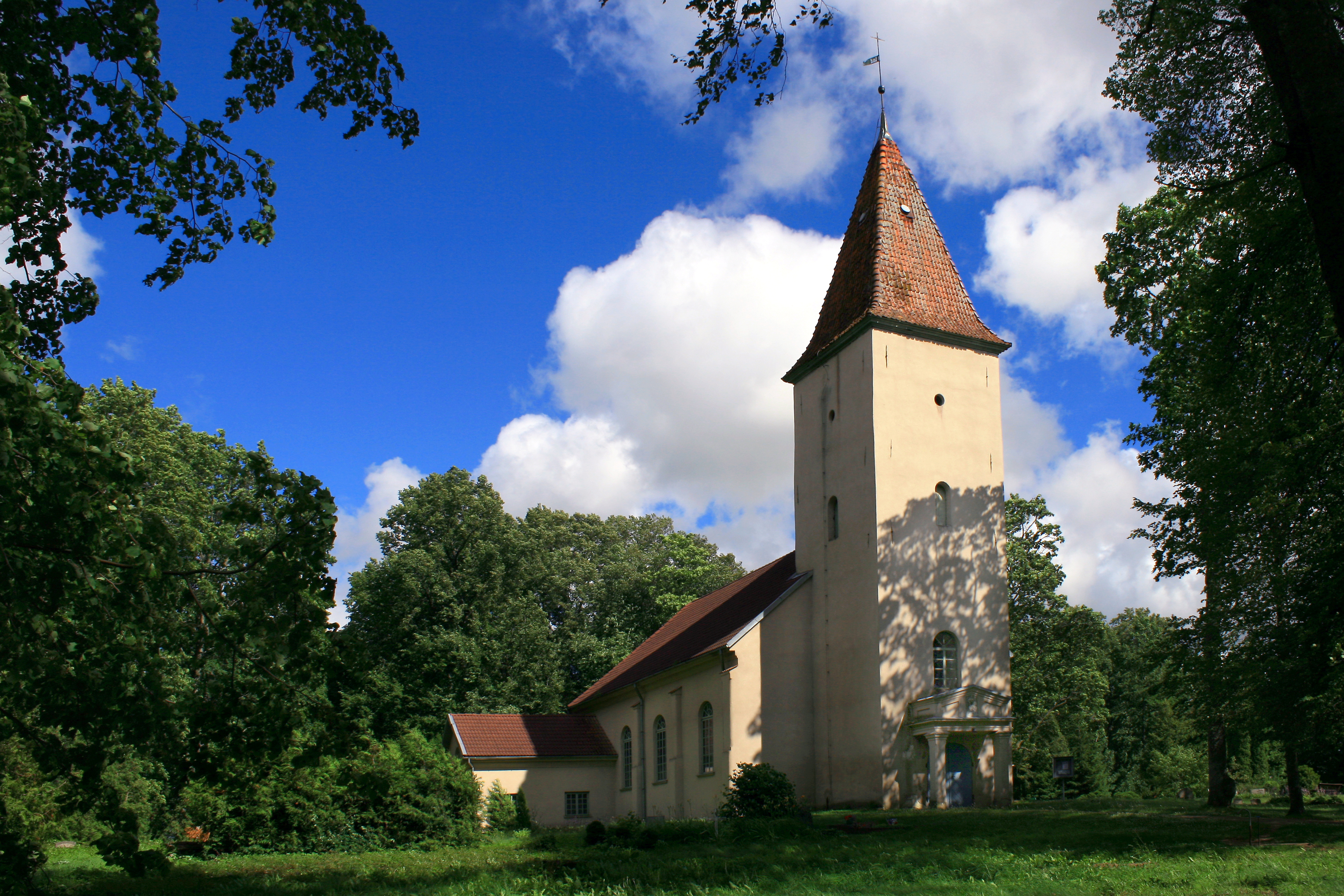
Лютеранская церковь

Ве́ргале (латыш. Vērgale) — населённый пункт в Южно-Курземском крае Латвии, административный центр Вергальской волости. Находится у региональной автодороги P111. Расстояние до города Лиепая составляет около 32 км.
По данным на 2016 год, в населённом пункте проживало 324 человека. Есть волостная администрация, начальная школа, дом культуры, музей, библиотека, лютеранская церковь.

## История
Ранее село являлось центром поместья Виргинален.
В советское время населённый пункт был центром Вергальского сельсовета Лиепайского района. В селе располагалась центральная усадьба колхоза «Ļeņina ceļš» («Путь Ленина»).
В 1944—2009 годах рядом с селом располагалась платформа Вергале железнодорожной линии Лиепая — Вентспилс.